# Anasigerpes heydeni
Anasigerpes heydeni es una especie de mantis de la familia Hymenopodidae.

## Distribución geográfica
Se encuentra en Costa de Marfil, Gabón, Camerún,  Kenia, Congo Brazzaville, República Democrática del Congo, República Centroafricana.